# Cordulegaster picta
Cordulegaster picta Selys, 1854. je vrsta iz familije Cordulegastridae. Srpski naziv ove vrste je Istočni konjic daždevnjak. Prvi i jedini put pronađena u Srbiji 1950. godine u okolini Majdanpeka. Posle ovog nalaza prisustvo vrste nikad nije potvrđeno.

## Životni ciklus
Ženke polažu jaja ubušujući legalicu u pesak u plitkoj vodi potoka. Larveno razviće traje više godina i zavisi od uslova sredine, odnosno vodnog režima. Larve su krupne, ukopavaju se u pesak odakle love iz zasede. Nakon završetka larvenog razvića izležu se odrasli a svoje egzuvije ostavljaju na kamenju i granju u blizini obale.